# Ferber (Patriziergeschlecht)

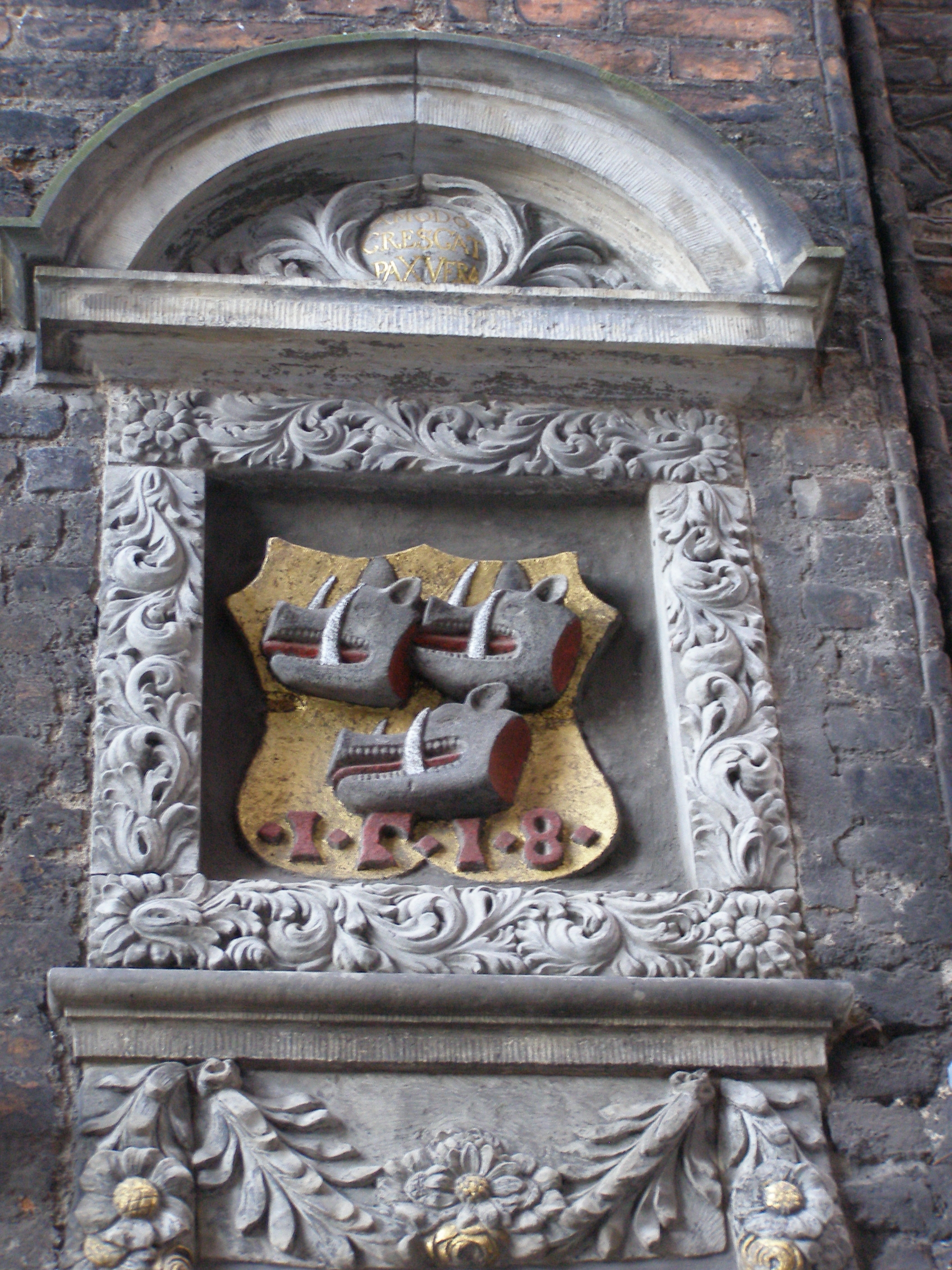
Wappen der Familie (1518) am Ferberportal des Pastorats der Marienkirche in Danzig

Ferber war der Name eines deutschen Patriziergeschlechts in Danzig vom 15. bis zum 18. Jahrhundert.

## Geschichte

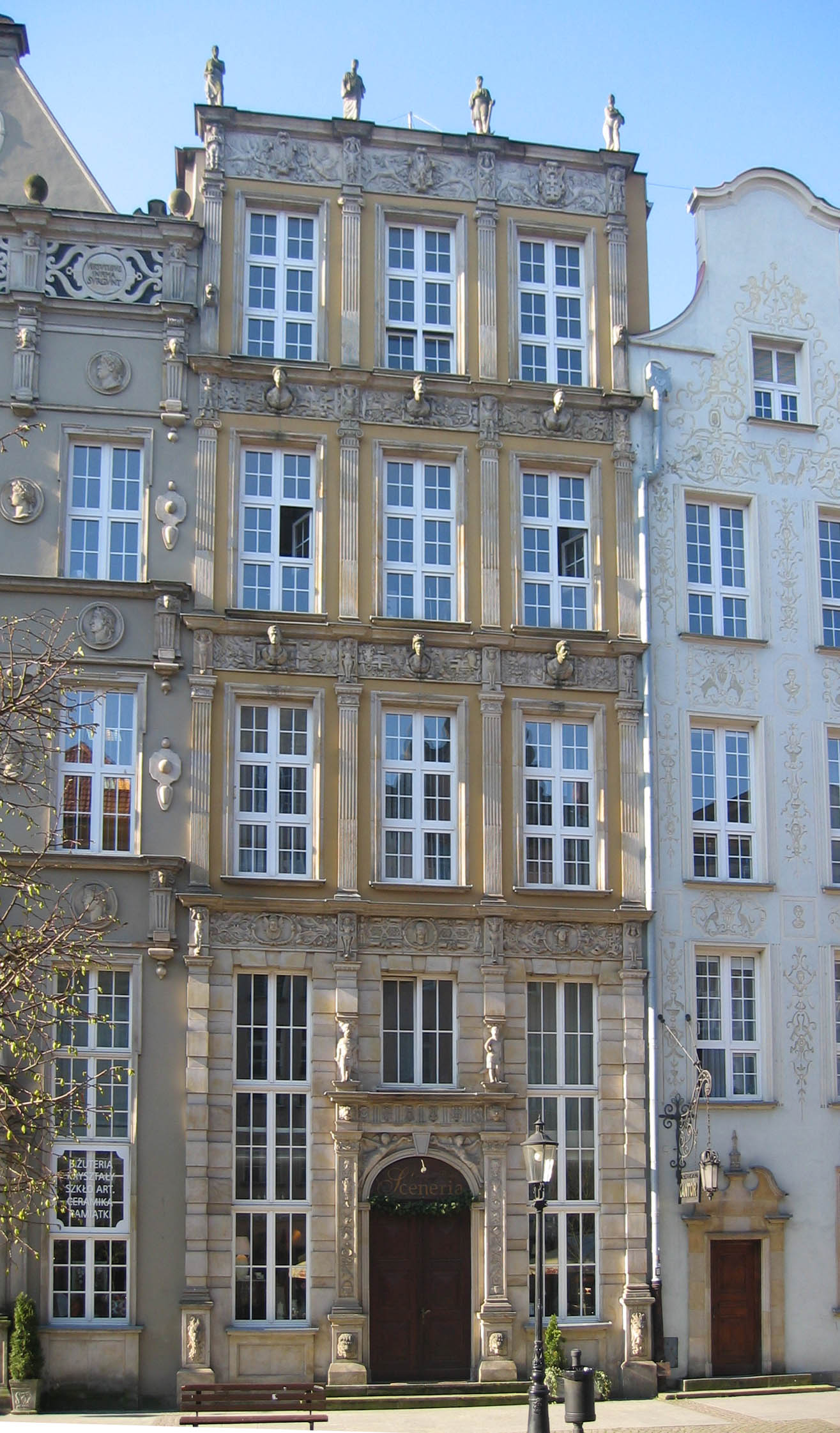
Ferberhaus in Danzig

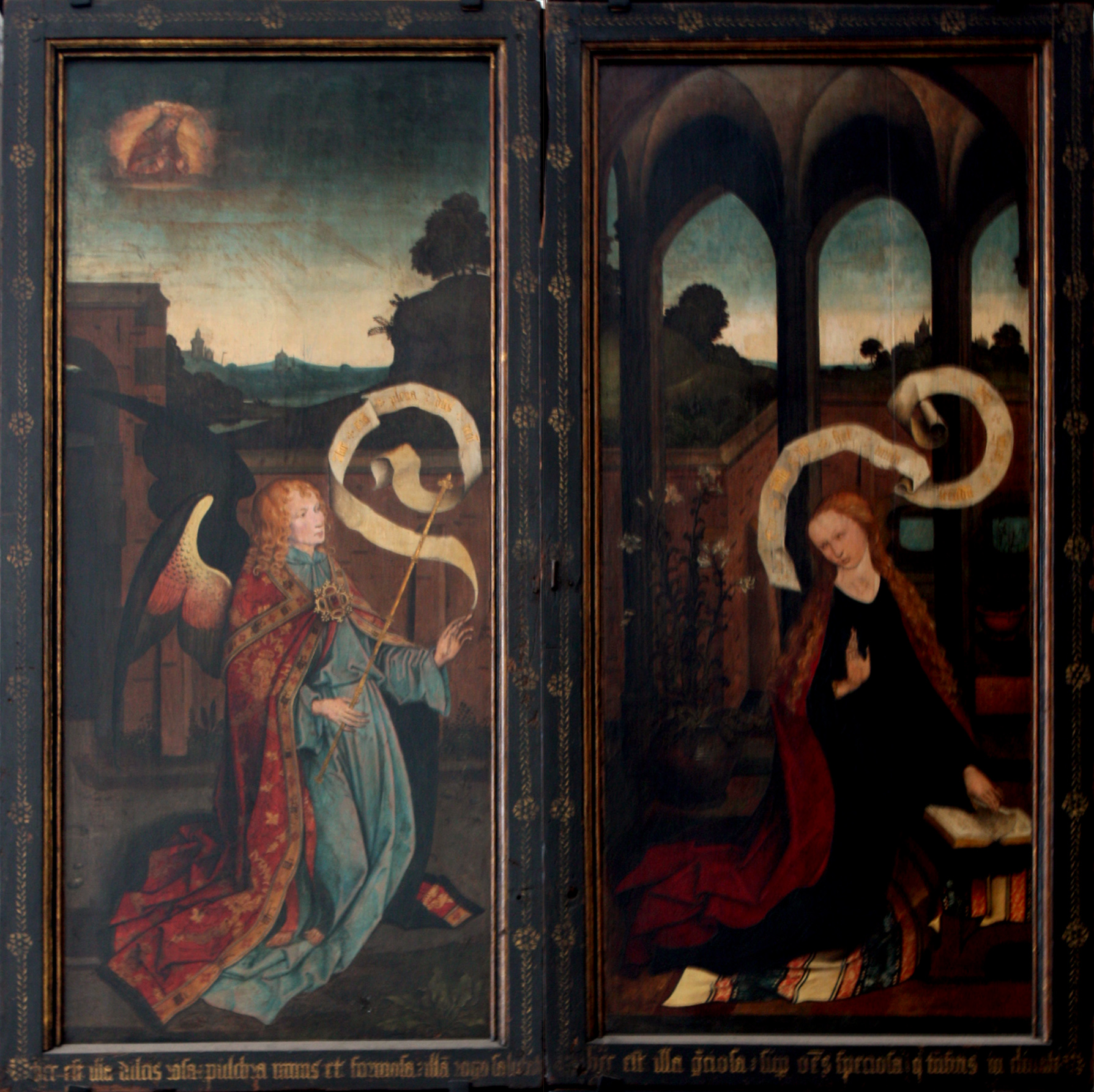
Altargemälde in der Ferberkapelle

1415 wanderte der Fernkaufmann Ewerd Ferber mit seinem Halbbruder Govel aus Kalkar am Niederrhein nach Danzig ein und begründete dort ein einflussreiches Patriziergeschlecht. Dieses brachte einen Bischof, sechs Bürgermeister, sechs Ratsherren, drei Schöffen und drei Domherren hervor.
1786 starb die Familie aus.

## Angehörige der Familie
- Ewerd Ferber (1387–1451), Kaufmann, Stammvater der Danziger Familie
- Johann Ferber (1430–1501), Bürgermeister
- Mauritius Ferber (1471–1537), Sohn von Johann, Bischof von Ermland
- Eberhard Ferber (1483–1529), Sohn von Johann, Bürgermeister
- Georg Ferber († 1552), Sohn von Eberhard, Kaufmann
- Constantin Ferber (1520–1588), Sohn von Eberhard, Bürgermeister
- Constantin (III.) Ferber (1580–1654), Bürgermeister
- Constantin (IV.) Ferber (1625–1704), Bürgermeister
- Nathanael Gottfried Ferber (1688–1755), Bürgermeister

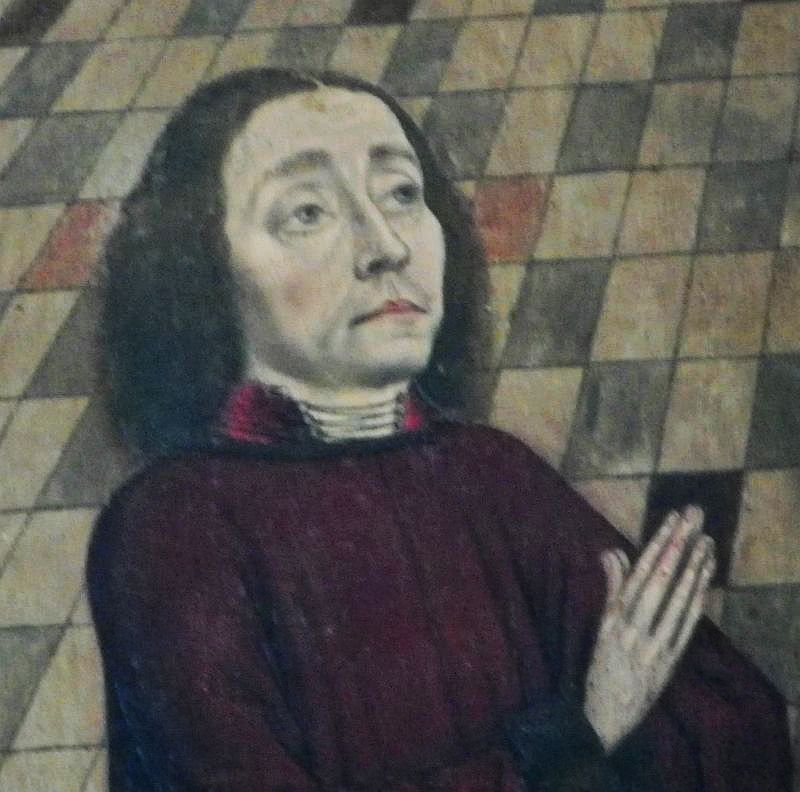
Johann Ferber
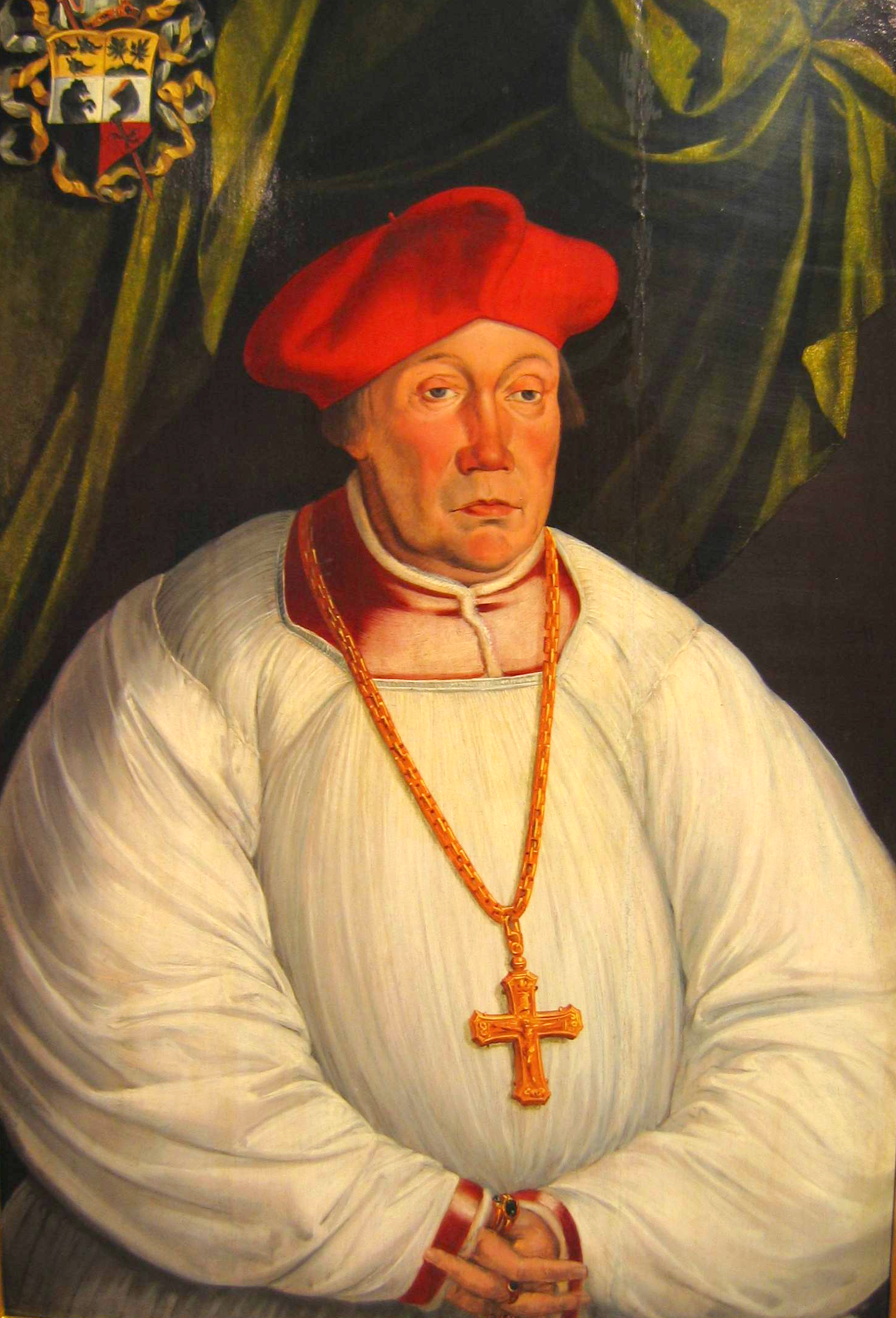
Mauritius Ferber
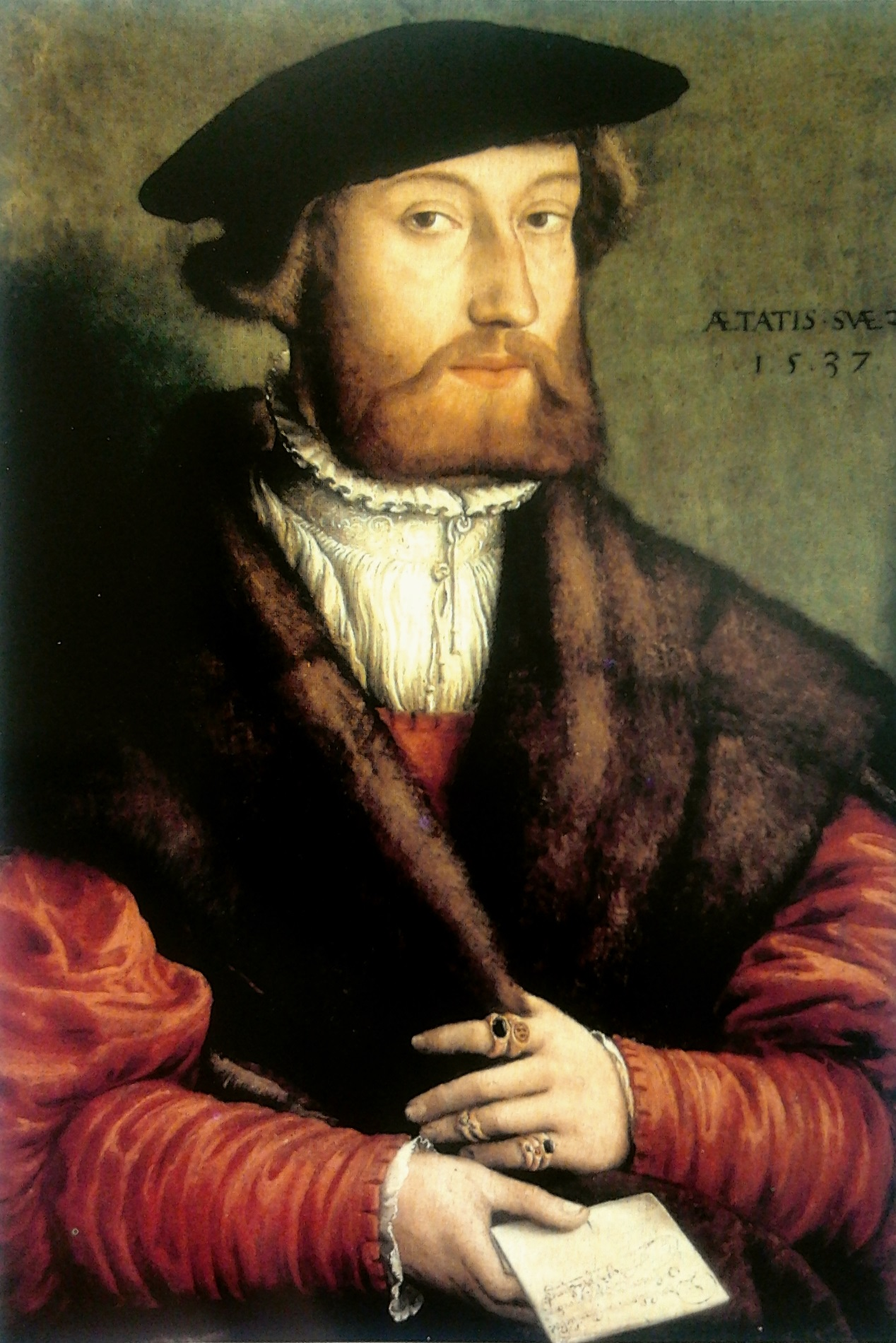
Georg Ferber
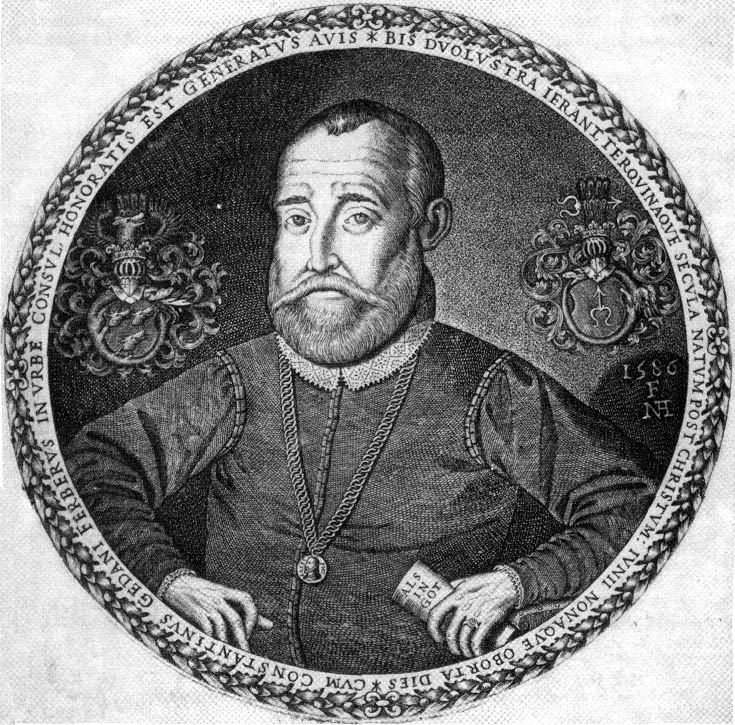
Constantin Ferber
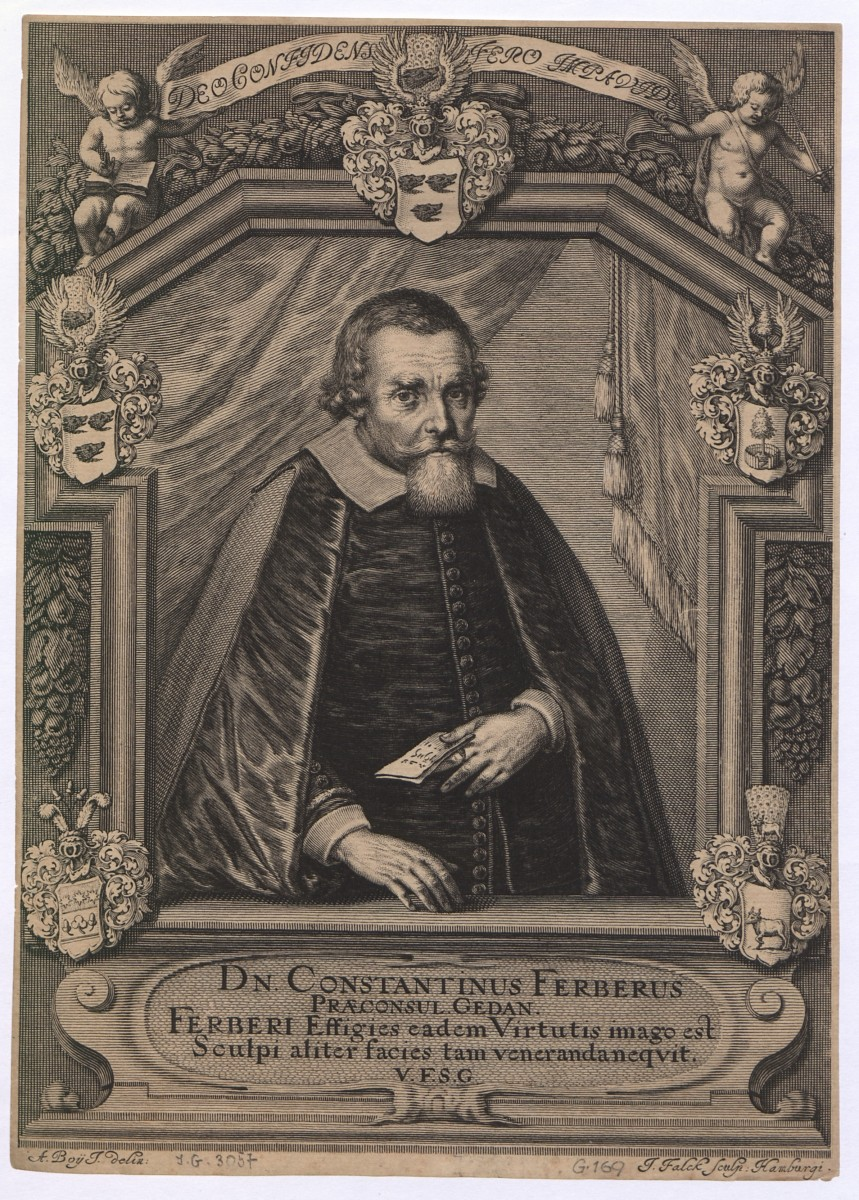
Constantin Ferber III

## Ferberhaus und Ferberkapelle
Der Sitz der Familie war das Ferberhaus in der Langgasse 28. Das heute erhaltene Gebäude wurde 1560 erbaut.
Die Ferberkapelle in der Marienkirche gehörte seit 1448 der Familie und diente ihr als Grablege. In ihr befinden sich wertvolle Schnitzaltäre aus den Jahren 1481/84 und 1501.

## Wappen
Das Wappen der Familie zeigte drei abgeschlagene schwarze Eberköpfe auf goldenem Grund. Darstellungen in der Danziger Marienkirche zeigen auf dem Helm mit schwarz-goldener Helmdecke einen naturfarbenen Pfauenstoß, belegt mit einem schwarzen Eberkopf, zwischen einem offenen goldenen Flug. Eine Variante zeigt einen schwarzen Eber wachsend zwischen einem offenen goldenen Flug.

Variante mit Eber
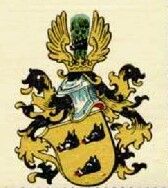

Es bestand keine Verwandtschaft der Danziger Familie zu dem mecklenburgischen Adelsgeschlecht von Ferber und zu den sächsischen Freiherren von Ferber.